# Gwynedd (graafschap)
Gwynedd is een unitaire autoriteit en bestuurlijk hoofdgebied in het noordwesten van Wales. Het telt 124.000 inwoners .
De kastelen en stadsmuren van koning Eduard I van Engeland in Gwynedd zijn sinds 1986
UNESCO werelderfgoed onder de titel Kastelen en stadsmuren van King Edward in Gwynedd.

## Plaatsen
- Bangor
- Blaenau Ffestiniog
- Caernarfon (hoofdstad)
- Deiniolen

## Bezienswaardigheden
- Caernarfon Castle
- Harlech Castle
- Segontium, een Romeins fort uit de 1e eeuw

## Behouden graafschap
Samen met het eiland Anglesey, thans een afzonderlijk hoofdgebied, vormde Gwynedd ook een graafschap (county); dit grotere Gwynedd bestaat nog als een zogenaamd behouden graafschap voor bepaalde ceremoniële doeleinden.

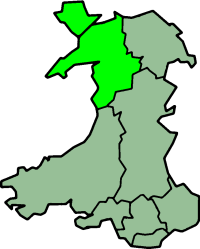
Gwynedd als een behouden graafschap